# Jolly Grants flygplats
Jolly Grants flygplats (engelska: Jolly Grant Airport eller Dehradun Airport) (IATA: DED, ICAO: VIDN), är en inrikesflygplats som betjänar Dehradun, huvudstaden i Uttarakhand, Indien och ligger 25 km söder om staden. Kommersiell verksamhet inleddes den 30 mars 2008 efter en förlängning av landningsbanan för att kunna ta emot större flygplan. En ny terminalbyggnad invigdes i februari 2009. Den nuvarande passagerarterminalen invigdes i oktober 2021. Flygplatsen ligger 20 km från den heliga staden Rishikesh och 35 km från Hardwar. Den är den 30:e mest trafikerade flygplatsen i Indien, med över 1 miljon årliga passagerare och är också känd som Air Gateway of Garhwal och spelar en viktig roll i turismen i Uttarakhand.

## Historik
Dehradun flygplats byggdes 1974. Vayudoot bedrev schemalagda tjänster till New Delhi, Lucknow och Pantnagar från 1982 till 1995. Air Deccan startade flyg mellan Dehradun och New Delhi i december 2004 och lade till ett andra dagligt flyg från augusti 2006.
Flygplatsmyndigheten i Indien avbröt flygverksamheten på flygplatsen från den 1 mars 2007 för att genomföra sin plan för modernisering av flygplatsen. Landningsbanan förlängdes från 1 070 till 2 140 meter och breddades även från 23 till 45 meter för att möjliggöra landning av flygplan som Boeing 737 och Airbus 320. Ett nattlandningssystem installerades och utbyggnad av ny terminalbyggnad och flygledartorn gjordes.
Utbyggnadsarbetet förväntades kosta 720 miljoner INR och skulle vara klart i slutet av 2007. Det tog dock några månader längre, och reguljära flygningar startade i mars 2008 med Air Deccan som återupptog sina flygningar. Air India inledde sina tjänster från Delhi till Dehradun den 28 januari 2010, följt av SpiceJet 2012.

## Flygbolag och destinationer

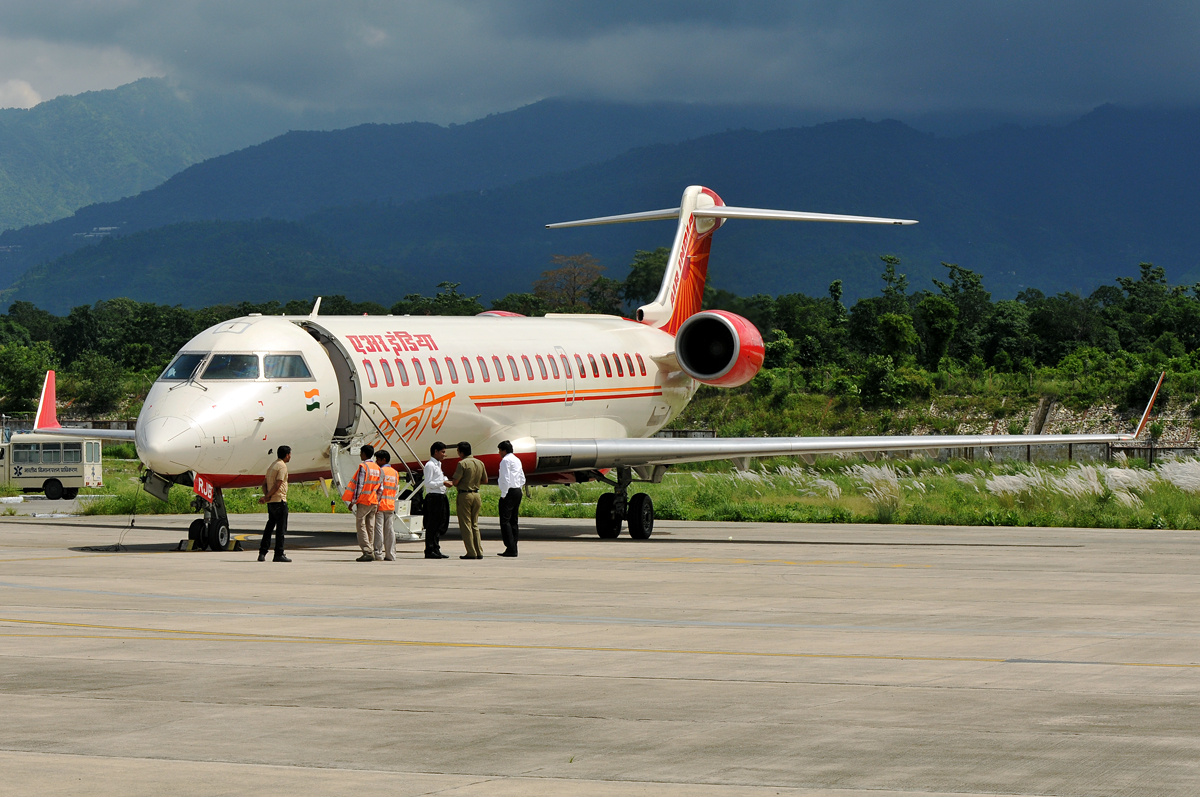
Parkeringsyta på flygplatsen

Följande flygbolag erbjuder reguljära reguljär- och charterflyg på Dehradun Airport 2023:
| Flygbolag | Destinationer                                                                                              | Refs.  |
| --------- | --- | ------ |
| IndiGo    | Ahmedabad, Bangalore, Delhi, Goa–Mopa, Hyderabad, Jaipur, Lucknow, Mumbai, Prayagraj, Pune Säsong: Kolkata | [ 18 ] |
| Vistara   | Bangalore, Delhi, Mumbai                                                                                   | [ 19 ] |